# Bill Daly
William L. "Bill" Daly, född 1 maj 1964, är vice kommissarie för den nordamerikanska ishockeyligan National Hockey League (NHL). Dessförinnan arbetade han för advokatbyrån Skadden, Arps, Slate, Meagher & Flom LLP and Affiliates fram till 1996 när han fick en anställning hos NHL. Han har arbetat bland annat som chefsjurist och vicepresident. Han blev utnämnd till vice kommissarie 2005. Daly sitter även i styrelsen för Hockey Hall of Fame.
Han avlade en kandidatexamen vid Dartmouth College och en juristexamen vid New York University School of Law.
Daly blev belönad med 2014 års Lester Patrick Trophy tillsammans med Paul Holmgren.